# Shadow of the Day
"Shadow of the Day" là một bài hát của ban nhạc rock người Mỹ Linkin Park. Bài hát được phát hành làm đĩa đơn thứ 3 trong album phòng thu thứ 3 của họ, Minutes to Midnight, vào ngày 16 tháng 10 năm 2007. Buổi biểu diễn đầu tiên trước khán giả của Shadow of the Day là trong chuyến lưu diễn Projekt Revolution ở Auburn, Washington, vào ngày 25 tháng 7 năm 2007. Vào ngày 4 tháng 9 năm 2012, "Shadow of the Day", cùng với "Breaking the Habit", "New Divide" và "Burn It Down", được phát hành trong "Linkin Park Pack 02" dưới dạng nội dung tải xuống cho trò chơi điện tử nhịp điệu âm nhạc Rock Band 3 .

## Cấu trúc bài hát và thông tin

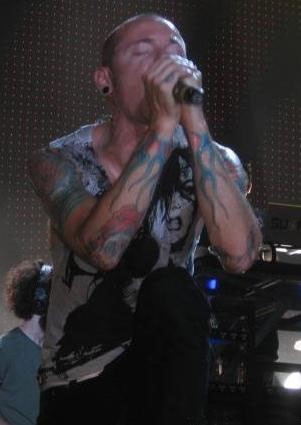
Chester Bennington biểu diễn tại Trung tâm âm nhạc Smirnoff ở Dallas, Texas trong chuyến lưu diễn Projekt Revolution, 2007

Ban nhạc đã thử nghiệm với một số phiên bản âm đàn organ khác nhau, trước khi quyết định được phiên bản cuối cùng. Ca sĩ chính Chester Bennington tiết lộ rằng họ đã sử dụng hơn 60 beat khác nhau cho đến khi tìm được beat phù hợp. Ban đầu, họ cũng thử nghiệm các loại nhạc cụ khác nhau như banjos, cho đến khi tìm ra thứ phù hợp với bản nhạc.
Giống như "Breaking the Habit", "Shadow of the Day" sử dụng các bản thu âm nhạc cụ dây do Mike Shinoda chơi. Bài hát được viết ở cung Si trưởng, cung thể trưởng đầu tiên mà ban nhạc từng sử dụng. Phần điệp khúc dựa trên vòng hợp âm I – V – vi – IV rất phổ biến (Si, Fa ♯, Son ♯ thứ, Mi trong cung Si trưởng). Trong các khổ hát, vòng hợp âm là vi – V – IV – IV (Son ♯ thứ, Fa ♯ / La ♯, Mi, Mi) ít phổ biến hơn. Đây là bài hát dài thứ 2 trong album. Mike Shinoda chỉ hát những câu "Sometimes beginnings aren't so simple, sometimes goodbye's the only way" ("Đôi khi khởi đầu không đơn giản, đôi khi tạm biệt là con đường duy nhất") và 3 đoạn điệp khúc cuối "And the shadow of the day will embrace the world in grey, and the sun will set for you" ("Và bóng tối của ngày sẽ bao trùm thế giới trong màu xám, và mặt trời sẽ lặn cho bạn") với một tông giọng khác nhưng cùng một nốt với Chester.

## Video âm nhạc
Video âm nhạc được đạo diễn bởi Joe Hahn. Nó lấy bối cảnh diễn ra trong một sự kiện bất ổn dân sự quy mô lớn ở nơi dường như là Hoa Kỳ. Đoạn phim được quay ở Los Angeles tại 20th Century Fox. Các pha hành động được dàn dựng bởi điều phối viên đóng thế Steven Ho.
MV được đăng tải trên mạng vào ngày 15 tháng 10 năm 2007. Đoạn video cho thấy Chester Bennington đã thức dậy. Đồng hồ báo thức của ông đang hiện số 11:55, cũng là giờ của Đồng hồ Ngày tận thế lúc đó. Thời gian này liên tưởng đến tiêu đề album Minutes to Midnight cũng như bài hát vì là bài hát thứ 5 trong album. Video dài hơn 4 phút, đồng nghĩa là thời gian kết thúc sẽ là 11:59 tối hoặc một phút đến nửa đêm.
Đây là video duy nhất của ban nhạc có Bennington xuất hiện mà không có các thành viên khác của ban nhạc. Video không có cảnh biểu diễn nào khác ngoài phần hát của Bennington.
Tính đến tháng 10 năm 2020, bài hát đã có 55 triệu lượt xem trên YouTube.
Bài hát cũng được góp mặt trong Thế vận hội Bắc Kinh 2008.
Video đã giành giải Video Rock xuất sắc nhất tại Lễ trao giải MTV Video Music năm 2008 và cũng được đề cử Đạo diễn xuất sắc nhất cho video.
Video được xếp vào vị trí thứ 37 trong Top 40 Video của năm của VH1.

## Doanh số thương mại
Bài hát đã lọt vào bảng xếp hạng trước khi phát hành trên bảng xếp hạng Modern Rock Tracks của Mỹ. Nó ra mắt trên bảng xếp hạng Bubbling Under Hot 100 Singles của Mỹ ở vị trí thứ 18, tương đương với vị trí 118. Hai tuần sau, nó ra mắt trên Hot 100 ở vị trí thứ 89, và cuối cùng đạt vị trí thứ 15, trở thành bản hit thứ 2 trên bảng xếp hạng từ Minutes đến Midnight. Nó cũng đạt vị trí thứ 2 trên bảng xếp hạng Modern Rock (giữ vị trí đầu bảng là bản hit "Long Road to Ruin" của Foo Fighters) và vị trí thứ 6 trên bảng xếp hạng Mainstream Rock. "Shadow of the Day" đã leo lên vị trí thứ 20 của bảng xếp hạng Modern Rock, khiến Linkin Park trở thành 1 trong 6 nghệ sĩ duy nhất có 3 bài hát lọt vào top 20 của bảng xếp hạng, vì "Bleed It Out" đứng ở vị trí số 2, và "What I've Done" ở vị trí thứ 13. U2, REM, Foo Fighters, Kings of Leon và Muse là 5 ban nhạc còn lại lập được thành tích này. Trên bảng xếp hạng Pop Songs, bài hát đã trở thành 1 trong 10 bản hit hàng đầu duy nhất của Linkin Park (cùng với "Numb" và "In the End") khi đạt vị trí thứ 9. "Shadow of the Day" cũng là một thành công trên bảng xếp hạng Billboard Adult Top 40, nơi nó lọt vào top 10 ở vị trí thứ 6, trở thành bài hát Linkin Park đầu tiên làm được như vậy trên bảng xếp hạng đó. Tính đến tháng 6 năm 2014, bài hát đã bán được 1.977.000 bản tại Mỹ.
"Shadow of the Day" cũng đã thành công ở nhiều nơi khác trên thế giới. Nó đã lọt vào top 20 tại hơn 15 quốc gia, bao gồm Úc (vị trí thứ 15), Canada (vị trí thứ 12), Pháp (vị trí thứ 20), Đức (vị trí thứ 12), New Zealand (vị trí thứ 13), Bồ Đào Nha (ở vị trí thứ 18), Thụy Điển (vị trí thứ 20), và Thụy Sĩ (vị trí thứ 11). Tuy nhiên, bài hát có thứ hạng kém ở Vương quốc Anh, nơi nó đạt vị trí thứ 46, đĩa đơn xếp hạng thấp nhất của ban nhạc tại đó cho đến khi "Leave Out All the Rest" đạt vị trí thứ 90.

## Danh sách ca khúc
Tất cả các ca khúc được viết bởi Linkin Park.
| CD1 | CD1                                                                    | CD1        |
| STT | Nhan đề                                                                | Thời lượng |
| --- | ---------------------------------------------------------------------- | ---------- |
| 1.  | "Shadow of the Day"                                                    | 4:16       |
| 2.  | "Bleed It Out" (Live from Projekt Revolution, Holmdel NJ, Aug. 29 '07) | 6:07       |

| CD2 • đĩa đơn maxi Úc • EP iTunes | CD2 • đĩa đơn maxi Úc • EP iTunes                                      | CD2 • đĩa đơn maxi Úc • EP iTunes |
| STT                               | Nhan đề                                                                | Thời lượng                        |
| --------------------------------- | ---------------------------------------------------------------------- | --------------------------------- |
| 1.                                | "Shadow of the Day"                                                    | 4:16                              |
| 2.                                | "Bleed It Out" (Live from Projekt Revolution, Holmdel NJ, Aug. 29 '07) | 6:07                              |
| 3.                                | "No More Sorrow" (Third Encore Session)                                | 3:45                              |

| đĩa hình 7" | đĩa hình 7"                             | đĩa hình 7" |
| STT         | Nhan đề                                 | Thời lượng  |
| ----------- | --------------------------------------- | ----------- |
| 1.          | "Shadow of the Day"                     | 4:16        |
| 2.          | "No More Sorrow" (Third Encore Session) | 3:45        |

| video album độc quyền iTunes | video album độc quyền iTunes              | video album độc quyền iTunes |
| STT                          | Nhan đề                                   | Thời lượng                   |
| ---------------------------- | ----------------------------------------- | ---------------------------- |
| 1.                           | "Shadow of the Day" (music video)         | 4:17                         |
| 2.                           | "Shadow of the Day" (Making of the Video) | 3:01                         |

## Nhân sự
- Chester Bennington - ca sĩ chính, guitar đệm
- Mike Shinoda - đàn organ, hát đệm
- Brad Delson - guitar chính
- Joe Hahn - bàn xoay, sampler, lập trình
- Dave "Phoenix" Farrell - guitar bass
- Rob Bourdon - trống, bộ gõ

## Xếp hạng và chứng nhận
| Bảng xếp hạng (2007–08)              | Vị trí cao nhất |
| ------------------------------------ | --------------- |
| Úc (ARIA)                            | 15              |
| Áo (Ö3 Austria Top 40)               | 6               |
| Bỉ (Ultratip Flanders)               | 2               |
| Bỉ (Ultratop 50 Wallonia)            | 40              |
| Canada (Canadian Hot 100)            | 12              |
| Canada CHR/Top 40 (Billboard)        | 15              |
| Canada Hot AC (Billboard)            | 13              |
| Canada Rock (Billboard)              | 2               |
| Cộng hòa Séc (Rádio Top 100)         | 15              |
| Pháp (SNEP)                          | 20              |
| Đức (GfK)                            | 12              |
| Hungary (Rádiós Top 40)              | 12              |
| New Zealand (Recorded Music NZ)      | 13              |
| Scotland (OCC)                       | 32              |
| Slovakia (Rádio Top 100)             | 15              |
| Thụy Điển (Sverigetopplistan)        | 20              |
| Thụy Sĩ (Schweizer Hitparade)        | 11              |
| Anh Quốc (OCC)                       | 46              |
| Anh Quốc Rock and Metal (OCC)        | 2               |
| Hoa Kỳ Billboard Hot 100             | 15              |
| Hoa Kỳ Adult Pop Airplay (Billboard) | 6               |
| Hoa Kỳ Alternative Songs (Billboard) | 2               |
| Hoa Kỳ Mainstream Rock (Billboard)   | 6               |
| Hoa Kỳ Pop Airplay (Billboard)       | 9               |
| Venezuela Pop Rock (Record Report)   | 1               |

| Bảng xếp hạng (2017)              | Vị trí cao nhất |
| --------------------------------- | --------------- |
| Hoa Kỳ Hot Rock Songs (Billboard) | 19              |

| Bảng xếp hạng (2008)              | Vị trí |
| --------------------------------- | ------ |
| Australia (ARIA)                  | 88     |
| Austria (Ö3 Austria Top 40)       | 37     |
| Canada (Canadian Hot 100)         | 50     |
| Germany (Official German Charts)  | 55     |
| Hungary (Rádiós Top 40)           | 55     |
| Switzerland (Schweizer Hitparade) | 69     |
| US Billboard Hot 100              | 55     |
| US Adult Top 40 (Billboard)       | 19     |

| Quốc gia | Chứng nhận  | Số đơn vị/doanh số chứng nhận |
| --- | ----------- | ----------------------------- |
| Đức (BVMI) | Gold        | 250.000‡                      |
| New Zealand (RMNZ) | Gold        | 7,500*                        |
| Thụy Sĩ (IFPI) | Gold        | 15.000^                       |
| Anh Quốc (BPI) | Silver      | 200,000^                      |
| Hoa Kỳ (RIAA) | 2× Platinum | 2,700,000^                    |
| * Chứng nhận dựa theo doanh số tiêu thụ. ^ Chứng nhận dựa theo doanh số nhập hàng. ‡ Chứng nhận dựa theo doanh số tiêu thụ và phát trực tuyến. |             |                               |